# Lonchophylla fornicata
Lonchophylla fornicata (Woodman, 2007) è un pipistrello della famiglia dei Fillostomidi endemico della Colombia e dell'Ecuador.

## Descrizione

### Dimensioni
Pipistrello di piccole dimensioni, con la lunghezza della testa e del corpo tra 52 e 62 mm, la lunghezza dell'avambraccio tra 33 e 35,6 mm, la lunghezza della coda tra 7 e 12 mm, la lunghezza del piede tra 10 e 12 mm, la lunghezza delle orecchie tra 11 e 15 mm e un peso fino a 8,7 g.

### Aspetto
La pelliccia è corta. Le parti dorsali sono marroni con la base dei peli bruno crema, mentre le parti ventrali variano dal marrone al giallo-brunastro. Il muso è lungo, con il labbro inferiore attraversato da un profondo solco longitudinale contornato da due cuscinetti carnosi e che si estende ben oltre quello superiore. La foglia nasale è lanceolata, ben sviluppata e con la porzione anteriore saldata al labbro superiore. Le orecchie sono corte, triangolari con l'estremità arrotondata e ben separate tra loro. Il trago è largo, con il margine anteriore spesso e curvato mentre quello posteriore sottile, diritto e con una proiezione a circa metà lunghezza. Le ali sono attaccate posteriormente sulle caviglie. I piedi sono allungati e ricoperti di peli, con degli artigli robusti e ricurvi. La coda è corta e fuoriesce con l'estremità dalla superficie dorsale delluropatagio Il calcar è più corto del piede.

## Biologia

### Alimentazione
Si nutre di nettare e polline.

## Distribuzione e habitat
Questa specie è conosciuta soltanto in alcune località della costa sud-occidentale della Colombia e nell'Ecuador settentrionale.
Vive nelle foreste pluviali fino a 500 metri di altitudine.

## Conservazione
Questa specie, essendo stata scoperta solo recentemente, non è stata sottoposta ancora a nessun criterio di conservazione.